# 玉川美沙 Bravo!
玉川美沙 Bravo!（たまがわみさ ブラボー）は、TBSラジオローカルで放送されていたラジオ番組。2002年10月12日に番組スタートし、2005年4月2日に終了。番組放送回数全129回。

## パーソナリティ
- 玉川美沙

## 放送時間
- 毎週土曜日 22:00 - 23:30

## 主なコーナー
ブラボーセレクション
毎週、各テーマにそって番組が独自に新情報を探す。
ゲスト
毎週さまざまなアーチストをゲストに迎え、音楽のことやプライベートのことなどを聞くコーナー。
Bravo! WEEKENDER
来週までの映画や新情報、新しい店やお得な情報などを伝えるコーナー。
たまコレ
「たまの今週はコレ聴いとけ」、略して「たまコレ」。玉川のエピソードとともに好きな一曲をかける。
サタデーナイトBravo!
今週の逸品

## テーマソング
- Allegretto Per Signora (Fussible 'Nortec' Remix)（Ennio Morricone）